# جاك فورست (لاعب دوري الرغبي)
جاك فورست (بالإنجليزية: Jack Forrest)‏ هو لاعب دوري الرغبي نيوزيلندي، ولد في 25 فبراير 1924، وتوفي في 26 فبراير 2016 في غرايموث في نيوزيلندا.